# Лікар Айболить (фільм)
«Лікар Айболить» — радянський дитячий художній фільм 1938 року за однойменною повістю-казкою Корнія Чуковського, знятий на кіностудії "Союздитфільм".

## Сюжет
Добра казка про всім відомого лікаря Айболитя. Одного разу Айболить з тваринами зустрів маленького хлопчика Пенту, який потрапив в біду. Айболить та його друзі вирішують допомогти хлопчикові.

## У ролях
- Максим Штраух —  Айболить
- Віктор Селезньов —  Пента
- Іван Аркадін —  Беналіс
- Олександр Тімонтаєв —  батько Пента / 1-й пірат
- Євген Гуров —  Робінзон
- Роберт Росс —  Джамбо, сторож маяка
- Анна Вільямс —  Варвара
- Іона Бій-Бродський —  2-й пірат
- Еммануїл Геллер —  3-й пірат
- Петро Галаджев —  4-й пірат

## Знімальна група
- Автор сценарію: Євген Шварц
- Режисер: Володимир Немоляєв
- Оператор: Олександр Петров
- Художник: Володимир Єгоров
- Композитор: Олександр Варламов
- Монтаж — Л. Жучкова
- Директор — А. Шевелєв